# Gabriel Gabrio
Gabriel Gabrio, nato Edouard Gabriel Lelièvre (Reims, 13 gennaio 1887 – Berchères-sur-Vesgre, 31 ottobre 1946), è stato un attore francese.
Iniziò la sua carriera, che sarebbe durata più di due decenni, negli anni venti, al tempo del muto. Viene ricordato per il suo ruolo di Jean Valjean nella versione del 1925 de I miserabili diretta da Henri Fescourt, come Cesare Borgia nel dramma storico Cesare e Lucrezia Borgia di Abel Gance, film del 1935 dove recitò accanto a Edwige Feuillère. Fu anche l'antagonista di Jean Gabin in Pépé le Moko di Julien Duvivier.

## Biografia
Édouard Gabriel Lelièvre, ultimo di sedici figli, nacque a Reims dove suo padre lavorava per le cantine dello Champagne Pommeray. Già da giovanissimo, cominciò a provare grande interesse per il teatro di marionette. Crescendo, diventò molto alto, tanto che, appena adolescente, era alto più di 1,80. Fece l'apprendista pittore per le vetrate ma poi decise di dedicarsi alla recitazione. Allo scoppio della prima guerra mondiale, si arruolò nell'esercito dove rimase in servizio per quattro anni. Dopo la smobilitazione, Gabrio si recò a Parigi trovando lavoro come attore e recitando in diversi teatri.

### Carriera cinematografica
Gabrio fece il suo debutto sullo schermo nel 1920 in un film di Germaine Dulac, Nel 1924, venne scelto da Henri Fescourt per il ruolo di Jean Valjean; questa interpretazione gli aprì la strada verso la celebrità. Qualche anno dopo, apparve in alcune produzioni internazionali e nel 1929 prese parte al suo unico film in inglese The Inseparables, dove fu diretto da Adelqui Migliar e John Stafford. Fu anche uno dei protagonisti di Pépé le Moko, il film ambientato nella casbah di Algeri che fu uno dei più grandi successi di Jean Gabin.
Dopo l'entrata in guerra della Francia, Gabrio continuò a lavorare nel cinema. Nel 1942, entrò nel cast di L'amore e il diavolo, un film di Marcel Carné dove recitava a fianco di Arletty. Il film venne distribuito in sala il 5 dicembre 1942, nella Francia occupata dai tedeschi.

### Morte
Nel 1943, la salute di Gabrio declinò rapidamente e l'attore si ritirò nel villaggio di Berchères-sur-Vesgre, nell'ovest della Francia dove morì nel 1946, all'età di 59 anni. Per ricordarlo, gli è stata intitolata una strada del villaggio.

## Filmografia
- La Fête espagnole, regia di Germaine Dulac (1920)
- I miserabili (Les Misérables), regia di Henri Fescourt (1925)
- Il torneo delle maschere (Der Faschingskönig), regia di Georg Jacoby (1928)
- La bodega, regia di Benito Perojo (1930)
- La Lettre, regia di Louis Mercanton (1930)
- L'Homme qui assassina, regia di Kurt Bernhardt (Curtis Bernhardt) e Jean Tarride (1931)
- Le due orfanelle (Les Deux Orphelines), regia di Maurice Tourneur (1933)
- Le Diable en bouteille, regia di Heinz Hilpert e Reinhart Steinbicker (1935)
- Cesare e Lucrezia Borgia (Lucrèce Borgia), regia di Abel Gance (1935)
- Cavalerie légère, regia di Werner Hochbaum (1935)
- Razumov: Sous les yeux d'occident, regia di Marc Allégret (1936)
- Il bandito della Casbah (Pépé le Moko), regia di Julien Duvivier (1937)
- Gigolette, regia di Yvan Noé (1937)
- La vita trionfa (Regain), regia di Marcel Pagnol (1937)
- Giuseppe Verdi, regia di Carmine Gallone (1938)
- L'amore e il diavolo (Les Visiteurs du soir), regia di Marcel Carné (1942)
- Le Val d'enfer, regia di Maurice Tourneur (1943)